# NGC 3704
NGC 3704 is een elliptisch sterrenstelsel in het sterrenbeeld Beker. Het hemelobject werd op 23 februari 1878 ontdekt door de Duitse astronoom Ernst Wilhelm Leberecht Tempel.

## Synoniemen
- MCG -2-29-37
- NPM1G -11.0300
- PGC 35435